# Alchemilla lessingiana
Alchemilla lessingiana är en rosväxtart som beskrevs av Sergei Vasilievich Juzepczuk. Alchemilla lessingiana ingår i släktet daggkåpor, och familjen rosväxter. Inga underarter finns listade i Catalogue of Life.